# RCA Championships 2003
RCA Championships 2003 — тенісний турнір, що проходив на кортах з твердим покриттям у місті Індіанаполіс, USA з 21 липня . Належав до категорії ATP International Series. Був турніром серії Indianapolis Tennis Championships 2003 року.

## Фінальна частина

### Одиночний розряд
Енді Роддік —  Парадорн Шрічапхан 7–6(7–2), 6–4

### Парний розряд
Маріо Анчич /  Енді Рам —  Дієґо Аяла /  Роббі Джінепрі 2–6, 7–6(7–3), 7–5